# Harry Oppenheimer

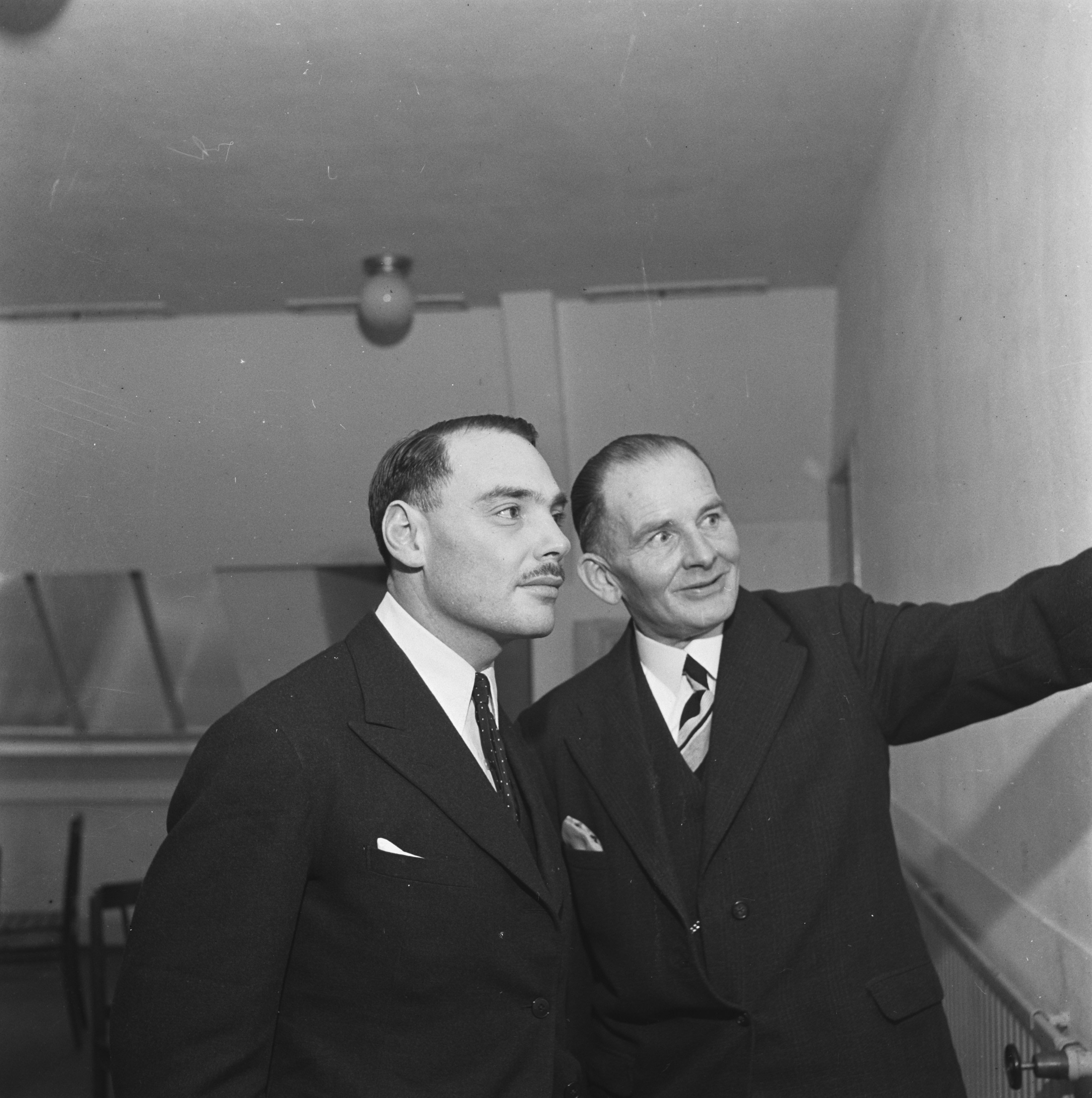
Harry Oppenheimer (1908-2000), op de foto links, tijdens een werkbezoek in Amsterdam in 1945.

Harry Frederick Oppenheimer (Kimberley, Kaapkolonie 28 oktober 1908 - Johannesburg, Gauteng 19 augustus 2000) was een Zuid-Afrikaans zakenman, industrieel en filantroop. Hij was de machtigste industrieel in het Zuid-Afrika van zijn tijd. Hij omschreef zichzelf als "een ouderwetse conservatief", maar binnen de Zuid-Afrikaanse context "een liberaal." Hij eindigde als 60ste bij de verkiezing "Great South Africans."

## Biografie
Hij was de zoon van Sir Ernest Oppenheimer en diens echtgenote May Pollack. De familie Oppenheimer is oorspronkelijk Joods en afkomstig uit Duitsland. Sir Ernest en diens broer Sir Bernard Oppenheimer werden rijk met hun diamantmijnen in Zuid-Afrika (De Beers) en richtten later Anglo American op. Harry bezocht de lagere school in Johannesburg en vervolgde zijn schoolloopbaan in Engeland aan Charterhouse School. Hij studeerde daarna aan Christ Church (Oxford) waar hij in 1931 een graad behaalde in de filosofie, politicologie en economie.
Op dertienjarige leeftijd deed hij zijn bar mitswa in de synagoge van Kimberley, maar na zijn huwelijk met Bridget McCall in 1931 bekeerde hij zich tot het Christendom en werd lid van de Anglicaanse kerk. Hij bleef zich echter zijn hele leven lang inzetten voor Joodse doelen en instellingen. Zo gaf hij als filantroop veel geld aan officiële charitatieve instellingen in de Staat Israël.
Harry Oppenheimer was gedurende vijfentwintig jaar voorzitter van Anglo American en gedurende zevenentwintig jaar voorzitter van De Beers. Halverwege de jaren tachtig trok hij zich echter grotendeels terug uit de ondernemingen, maar bleef wel lid van de raden van bestuur. 
Oppenheimer was politiek actief binnen de Verenigde Party (VP) en was van 1948 tot 1957 lid van het parlement. In 1959 sloot hij zich aan bij de Progressiewe Party (PP) en werd haar voornaamste geldschieter. Oppenheimer was een tegenstander van de Afrikanernationalistische regering van de Nasionale Party. Voor de Afrikanernationalisten was Oppenheimer de verpersoonlijking van een anglofiele, decadente Joodse kapitalist. Oppenheimer was ook tegenstander van de apartheidspolitiek van de regering en onderhield in de jaren tachtig enige contacten met vertegenwoordigers van het Afrikaans Nationaal Congres (ANC) en probeerde vooral het ANC over te halen hun economische plannen (nationaliseringen) te herzien. Toen de Progressiewe Party opging in de Democratische Partij, sloot hij zich bij die partij aan. 
Harry Oppenheimer, die bij zijn vrouw twee kinderen had, een zoon, Nicky en een dochter, Mary, overleed op 19 augustus 2000 in Johannesburg.